# Hôtel Deprez-Van de Velde
El hotel Deprez-Van de Velde es un edificio al estilo de Art Nouveau construido en la ciudad de Bruselas por el arquitecto Victor Horta.
Está ubicado en el número 3 de la avenida Palmerston, justo enfrente del Hotel van Eetvelde, en el "distrito de las plazas", rico en los logros de los grandes maestros del Art Nouveau de Bruselas como Victor Horta ( Hôtel van Eetvelde, Casa-taller del escultor Pierre Braecke ), Léon Govaerts ( Hôtel Defize ), Gustave Strauven ( Maison Saint-Cyr, Maison Van Dyck, Maison Strauven ), Victor Taelemans.

## Historia
Fue en 1895-1896 cuando Victor Horta construyó, en la esquina de la avenida Palmerston y la rue Boduognat, esta mansión para Georges Deprez, director de la cristalería de Val Saint-Lambert, y su esposa, Madame Van de Velde.
El edificio original de Victor Horta tenía sólo tres crujías a lo largo de Avenue Palmerston, pero en 1910 el nuevo propietario, Henri Renkin, lo hizo ampliar por los arquitectos M. y R. Genard. La casa ubicada a la derecha del hotel fue demolida y la fachada del hotel pasó de tres a cinco tramos. El antiguo tramo derecho que incorporaba una puerta de entrada y una logia es ahora totalmente irreconocible.
Cabe señalar, no obstante, que esta ampliación se realizó respetando el estilo de Horta.
En 1963, el nuevo propietario del local, el arquitecto Jean Delhaye, colaborador de Victor Horta, rehabilito el interior del edificio y potencio la ampliación de los arquitectos Genard con una cuarta planta.
Fue clasificado por real decreto del 21 de junio de 1971, es decir, cinco años antes que el Hôtel van Eetvelde, pero al mismo tiempo que su ampliación al número 2 de la avenida Palmerston.

## Arquitectura

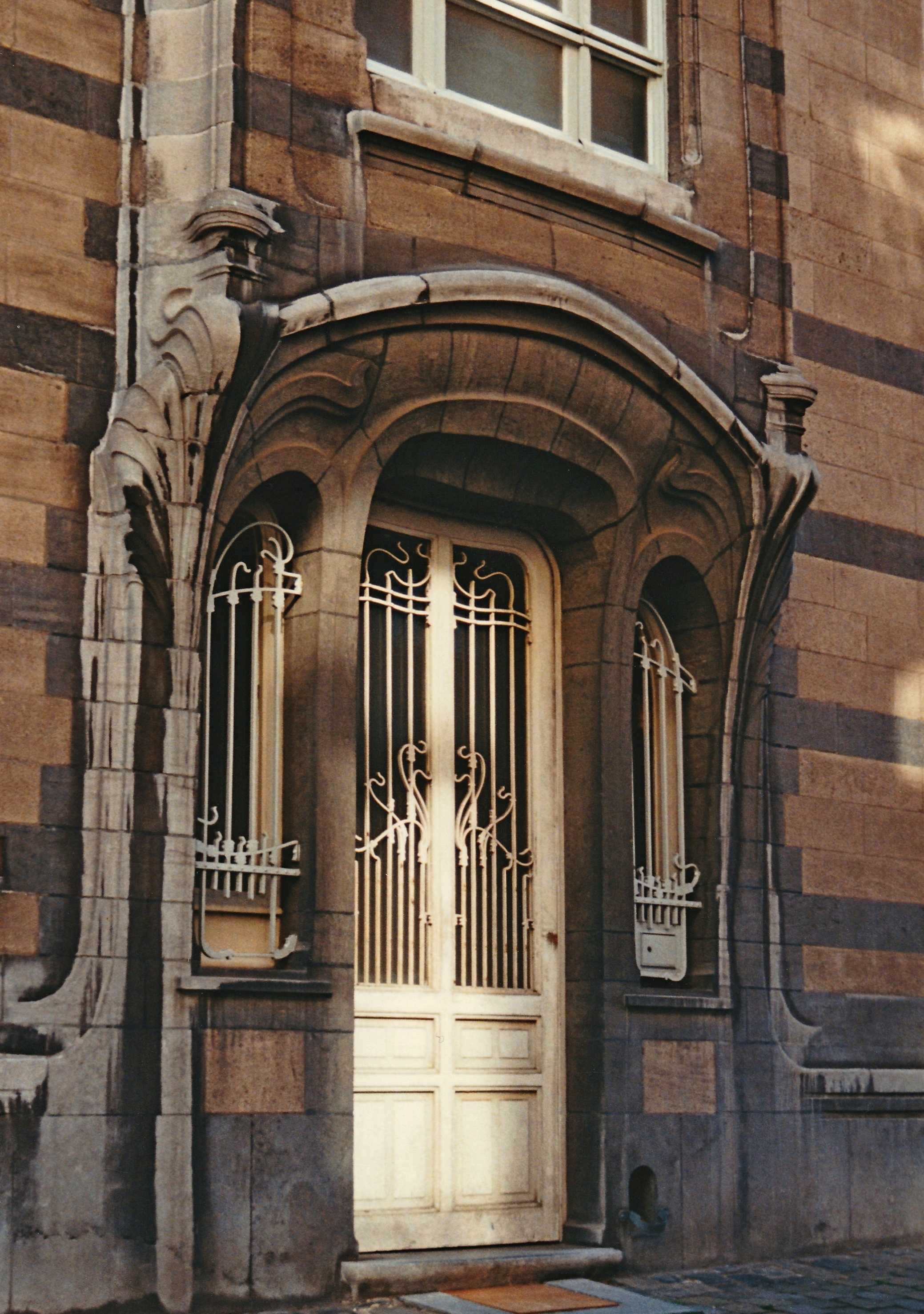
Puerta de la calle Boduognat.

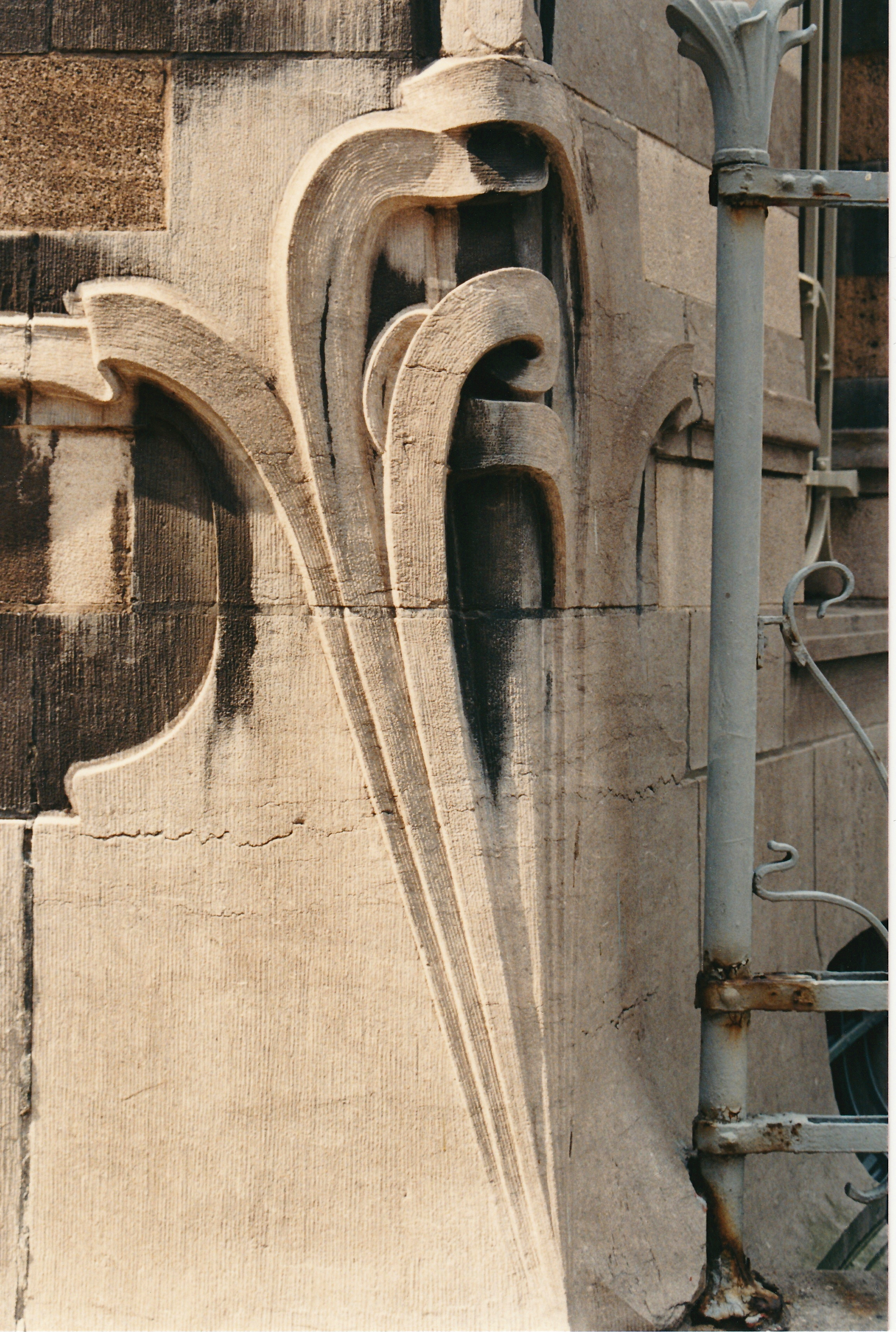
Decoración tallada que adorna la esquina.

### Estructura y materiales
Tiene una base de piedra azul y fachadas de piedra blanca rayadas con bandas de piedra azul en la planta baja y el primer piso.

### Bahías y arcos
Una característica que se encuentra a menudo en Horta, y que se encuentra aquí, es el uso de aberturas coronadas por arcos carpaneles ligeramente rotos. Las aberturas de la planta baja, pequeñas y rectangulares, son sin embargo una excepción.

### Fachada de la Avenida Palmerston
Precedida por un pequeño jardín delimitado por una verja de hierro forjado de estilo Art Nouveau, la fachada de la avenida Palmerston tiene cinco vanos asimétricos, de los cuales sólo los dos de la izquierda (en el lado de la rue Boduognat) son de Horta.

#### Travesía Víctor Horta
El segundo vano desde la izquierda es sin duda la pieza de resistencia de esta fachada.
Este amplio vano tiene un poderoso mirador de tres lados apoyado sobre notables consolas propias de la "línea en latigazo" tan querida por Horta. Estos soportes rodean una ventana de tres partes compartimentada por columnas de hierro fundido. Cada uno de los lados del mirador está perforado en el primer piso y en el segundo piso con una ventana con un arco carpanel ligeramente roto. El mirador está coronado por una terraza que precede a la ventana rectangular con parteluz de piedra en el tercer piso.
El estrecho vano de la izquierda, de nuevo por Horta, está formado por la superposición de una estrecha ventana rectangular en la planta baja y dos ventanas de arco levemente apuntado en los pisos superiores.

#### Tramos de los arquitectos Genard
Los tres tramos de la derecha, construidos en 1910 por los arquitectos Genard, constituyen una elegante réplica estilística del tramo de la izquierda de Horta.
El vano central está perforado en la planta baja por una entrada bajo un pórtico enmarcado a ambos lados por una serie de bellos vanos con un dintel calado.
El porche está rematado en el primer piso por un balcón y un triple vano al que responden un par de vanos gemelos en el segundo piso.

### Fachada de la calle Boduognat
La fachada de la rue Boduognat es especialmente digna de su notable puerta de entrada, una de las más bellas del Art Nouveau de Bruselas.
Esta puerta está flanqueada por dos ventanas laterales bajo un arco inclinado y está engastada en un excepcional marco de piedra azul rematado por un gran arco ligeramente quebrado cuyos cofres están decorados con motivos vegetales esculpidos en los que triunfa la "línea del latigazo".
Esta entrada monumental está coronada por un mirador de lados cóncavos, que se eleva hasta el último piso.
Otro elemento importante de esta fachada es la notable decoración esculpida que adorna la esquina. : motivos vegetales en forma de largas hojas se desprenden gradualmente de la base de piedra azul para florecer a ambos lados de la esquina del edificio y extenderse en una cinta hacia las ventanas vecinas.